# باول راسيل (فيلسوف)
باول راسيل (بالإنجليزية: Paul Russell)‏ هو فيلسوف أمريكي، ولد في 1955.